# Gazdasági rendszer
A társadalmak gazdasági rendszerekbe szerveződnek az alapján, hogy hányféle módon lehet megválaszolni a mit?, hogyan?, és kinek? kérdését. A közgazdaság pedig tanulmányozza a különféle gazdasági mechanizmusokat, módszereket, melyeket a társadalmak a szűkös erőforrások elosztására használnak.
Az elméleti gazdaságtan alapvetően két eltérő gazdaságszervezési módszert különböztet meg egymástól: piacgazdaság, ahol az egyének és a vállalkozások hozzák meg a döntéseket; valamint az utasításos gazdaság, ahol a hierarchia csúcsán a kormányzat döntései állnak.

## Tiszta piacgazdaság
A piacgazdaságban (tőkés gazdasági rendszer, idegen szóval: kapitalizmus, angolul: market economy) az egyének és a magántulajdonban levő vállalatok hozzák meg a termelést és a fogyasztást érintő döntéseket. A leggyakoribb tulajdonforma a magántulajdon. A vállalatok a legnagyobb nyereséget, profitot hozó fogyasztási cikkeket részesítik előnyben, ezen áruk előállításához költségminimalizáló stratégiát követnek. Az egyének a munkával megkeresett munkabérüket, illetve a különböző tulajdonokból származó jövedelmeiket költhetik el, s ezzel döntenek a fogyasztásról. Végeredményben a vállalatok kínálatának és a háztartások keresletének kölcsönhatása határozza meg a piacon értékesített termékek árát és az eladott mennyiséget. Hosszú távon a legműködőképesebb és fenntarthatóbb gazdasági modell.
Számos irányzata létezik. Szélsőséges formája a laissez-faire gazdaság. Az általa okozott társadalmi egyenlőtlenséget és kizsákmányolást tompító változata pedig a szociális piacgazdaság.

## Utasításos gazdaság
Az utasításos gazdaságban (közismertebb nevén: tervgazdálkodás, angolul: command economy) a kormányzat hozza meg az összes fontos döntést a termelésről, elosztásról (a mit, hogyan, és kinek kérdésekkel kapcsolatos döntések alapvetően állami előírások formáját öltik). A legfőbb termelési tényezők (föld, tőke) állami tulajdont képeznek.
A tiszta központi gazdaság a piacgazdasággal szemben nem képest nem ösztönöz hatékonyságra, ellenben képes kezelni a piac által figyelembe nem vett negatív jelenségeket (recesszió, gazdasági válság, munkanélküliség és mások).

## Vegyes gazdaság
A mai modern gazdaságokat vegyes gazdaság (mixed economy) jellemzi. Ezek elsődleges szabályozó mechanizmusa a piaci árrendszer, azonban ezt kiegészítik az állami beavatkozások (adóztatás, transzferek, monetáris szabályozás) a piaci kudarcok korrigálása, elkerülése érdekében.

## Gazdasági rendszerek listája
Az alábbi etimológiai lista ábécé-sorrendben felsorolja a lehetséges gazdasági rendszereket anélkül, hogy kísérletet tenne a hierarchizálásra. Ha egy adott rendszernek több neve van, a többi is megtalálható mellette.
- Anarchizmus
- Anarcho-kapitalizmus
- Anarchokommunizmus ismert még Liberális szocializmus, Liberális kommunizmus és Baloldali anarchizmus néven
- Autokrácia
- Ázsiai termelési mód
- Buddhista gazdaság
- A jólét kulcsa a pénz. William McKinley amerikai elnök kampány plakátja (1900)Csere gazdaság
- Feudalizmus
- Gandhi gazdaság
- Hagyományos gazdaság
- Hiánygazdaság
- Kapitalizmus
- Kolonializmus
- Kommunizmus
- Koordinátorizmus
- Létfenntartó gazdaság
- Merkantilizmus
- Neokolonializmus

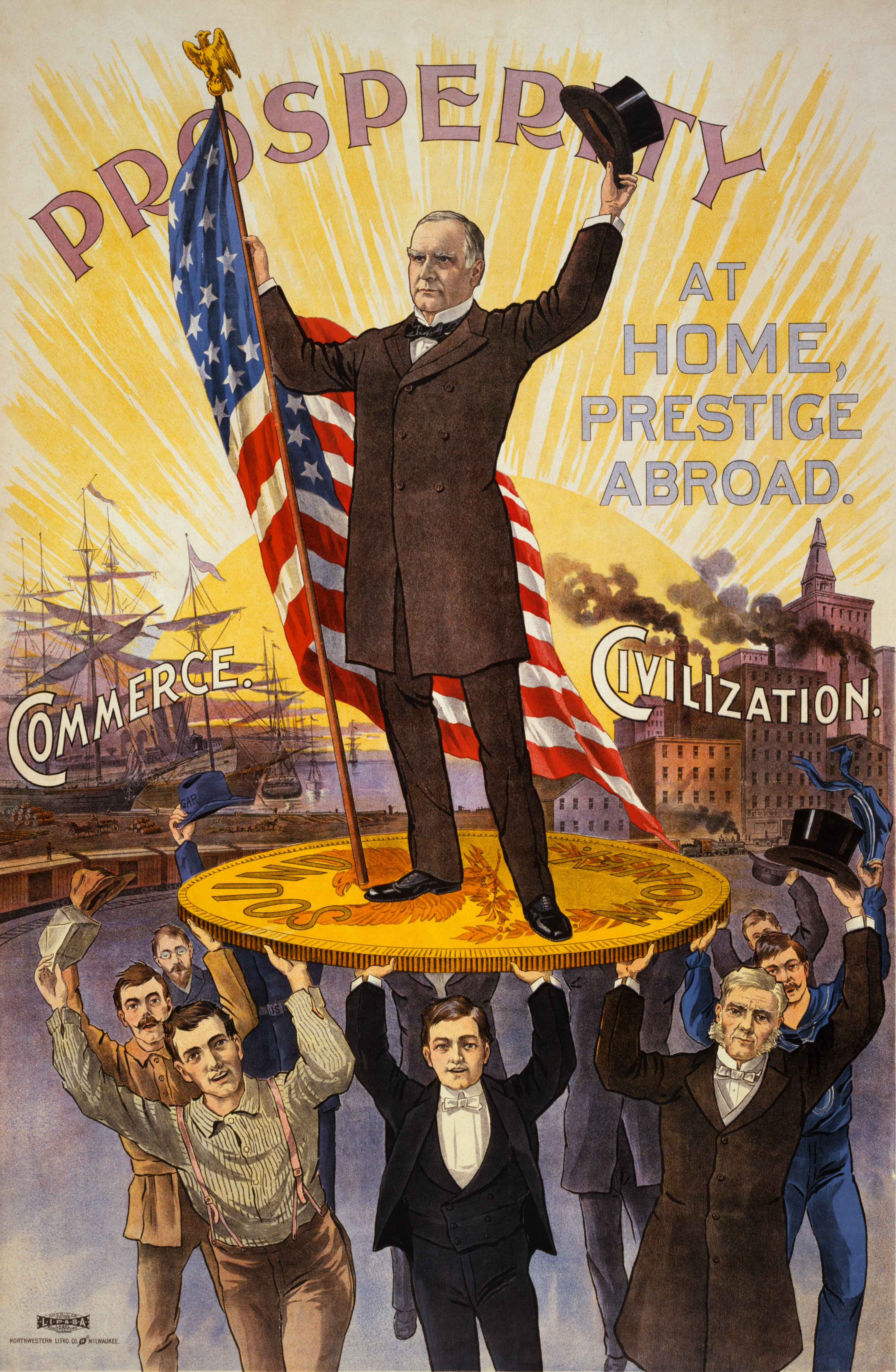
A jólét kulcsa a pénz. William McKinley amerikai elnök kampány plakátja (1900)

- Piaci szocializmus ismert még Szocialista piacgazdaság néven
- Ökokapitalizmus
- Öngazdálkodás
- Részvételi gazdaság
- Szociális piacgazdaság
- Szintetikus gazdaság
- Tervgazdálkodás
- Vegyes gazdaság